# Koninklijke Academie van Beeldende Kunsten

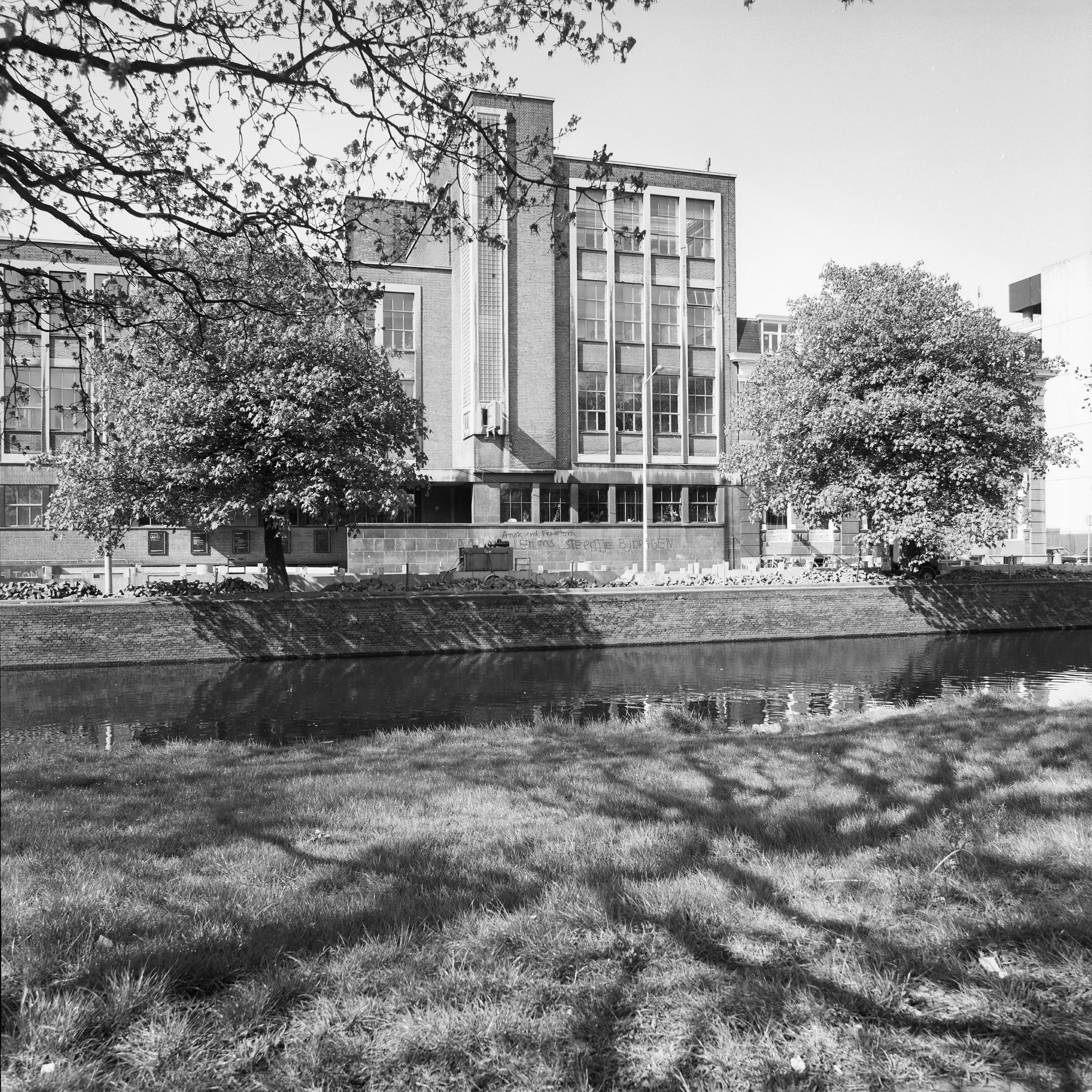
Eingangssituation des Neubaues (1933–1937) im Bauhausstil an der Prinsessegracht 4, 's-Gravenhage.

Die Koninklijke Academie van Beeldende Kunsten (Abkürzung: KABK; deutsch Königliche Akademie der Bildenden Künste) in Den Haag ist die älteste Kunstakademie der Niederlande, und eine der ältesten weltweit. Sie ist Ausbildungsort von einer Reihe von wesentlichen Künstlern der Haager Schule als Teil der Kunstströmung des Niederländischen Impressionismus und stand zugleich im direkten Umfeld des II. Goldenen Zeitalters der Niederländischen Malerei. Allerdings war im 19. Jahrhundert die Ausbildung lange Zeit noch stark an dem klassischen Lehrplan zu Beginn des 19. Jahrhunderts ausgerichtet, bevor man sich der Moderne geöffnet hatte.

## Geschichte
Schon aus dem 16. Jahrhundert ist eine Lukasgilde in Den Haag überliefert. 1656 spaltete sich von dieser die Confrérie Pictura ab, die sich zum Ziel gesetzt hatte, professionelle Kunstmaler getrennt von den so genannten kladschilders (Klecksern, Pinslern) zu organisieren. Am 29. September 1682 wurde von den Mitgliedern der Confrérie Pictura – Willem Doudijns, Theodorus van der Schuer, Daniël Mijtens, Robert Duval und Augustinus Terwesten – eine Akademie gestiftet, um den Gildenmitgliedern die Möglichkeit der Weiterbildung im Zeichnen und Malen zu bieten. Sie war die direkte Vorläuferin der späteren Rijksakademie van beeldende kunsten.

## Gebäude

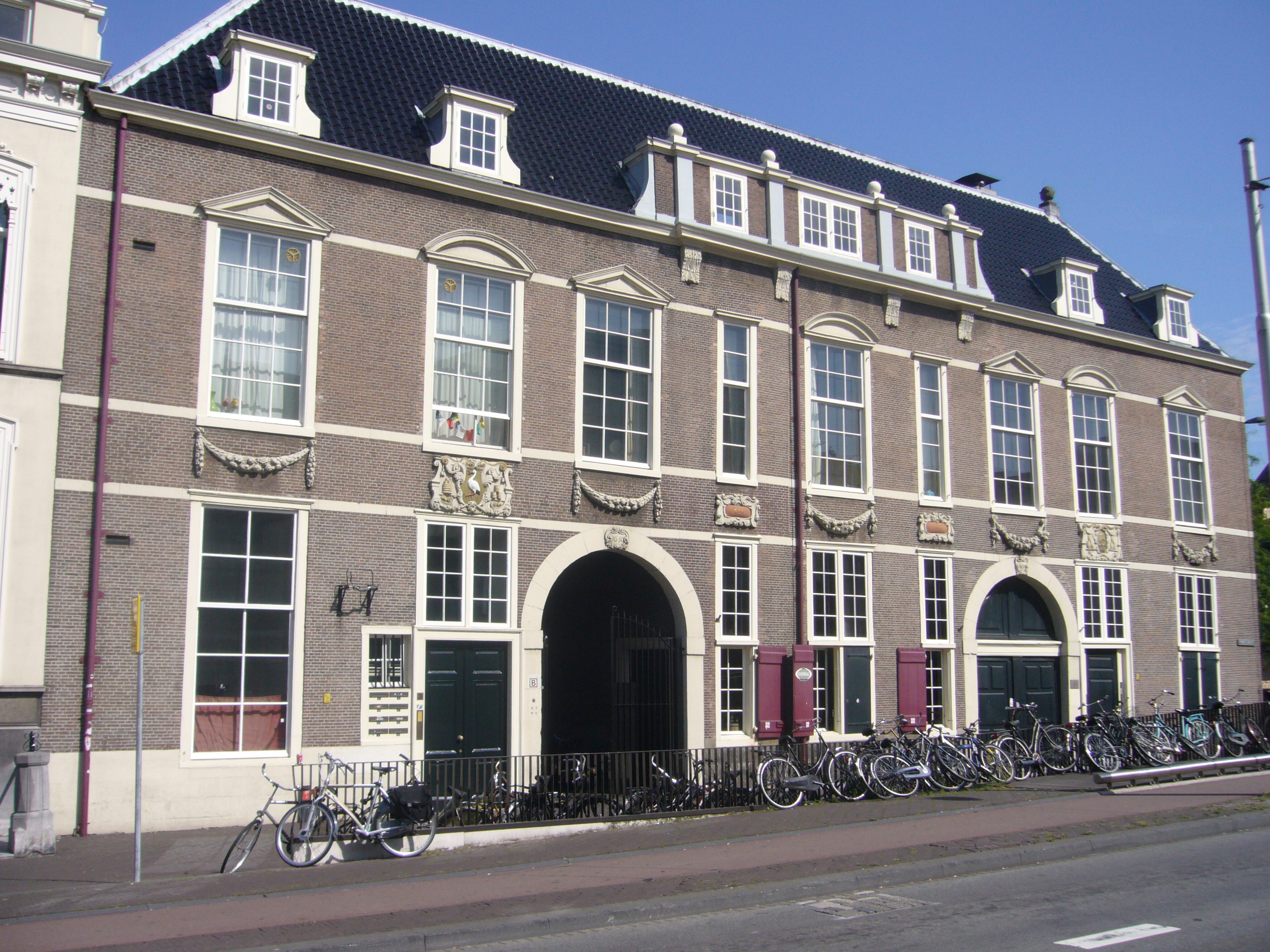
Die Boterwaag an der Prinsegracht war zeitweilig das Domizil dieser Kunstakademie.

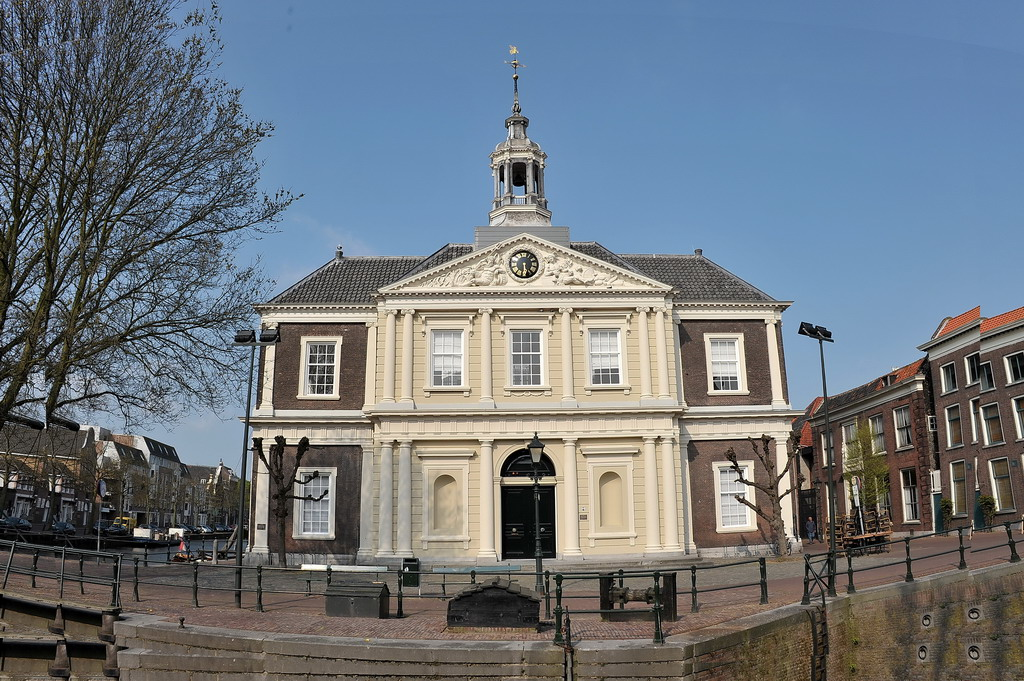
Die Korenbeurs in Schiedam zählt auch zur Wirkensstätte der Akademie.

Ende des 18. Jahrhunderts war gekennzeichnet durch eine Periode des Verfalls und der wirtschaftlichen und politischen Krise, und auch für die Akademie brachen mit dem Wegfall finanzieller Unterstützung schwierige Zeiten an. Der Tiefpunkt war gegen 1800, als sie nur noch zehn Schüler verzeichnete. Ab 1821 erhielt sie wieder mehr Bedeutung, als an sie die School voor Burgerlijke Bouwkunde angeschlossen wurde. Nachdem die Akademie zuvor an der Korenbeurs (Getreidebörse) und später der Boterwaag (Waaghaus für Butter) untergebracht war, konnte sie 1839 ihr eigenes Haus an den Prinsessegracht beziehen, ein von Zeger Reyers erstelltes neoklassizistisches Gebäude.
Mit dem Verschwinden der Gilden im 19. Jahrhundert wurden Bauzeichnen und Technisches Zeichnen zunehmend wichtiger. In diesem Zusammenhang spielte die Akademie auch eine wichtige Rolle. Neben Baukunde kamen im Verlaufe des Jahrhunderts die Vermittlung von Grundrißplanung und Entwurfskunde für Handwerksmitglieder hinzu. In dieser Zeit verzeichnete die Akademie mehr Schüler des technischen Zweiges als in der Kunstakademie. Daneben begann die Akademie, wieder Lehrer aus- und weiterzubilden, was bis vor wenigen Jahrzehnten ihr wichtigster Zweig gewesen war.

## Haager Schule und Neuzeit

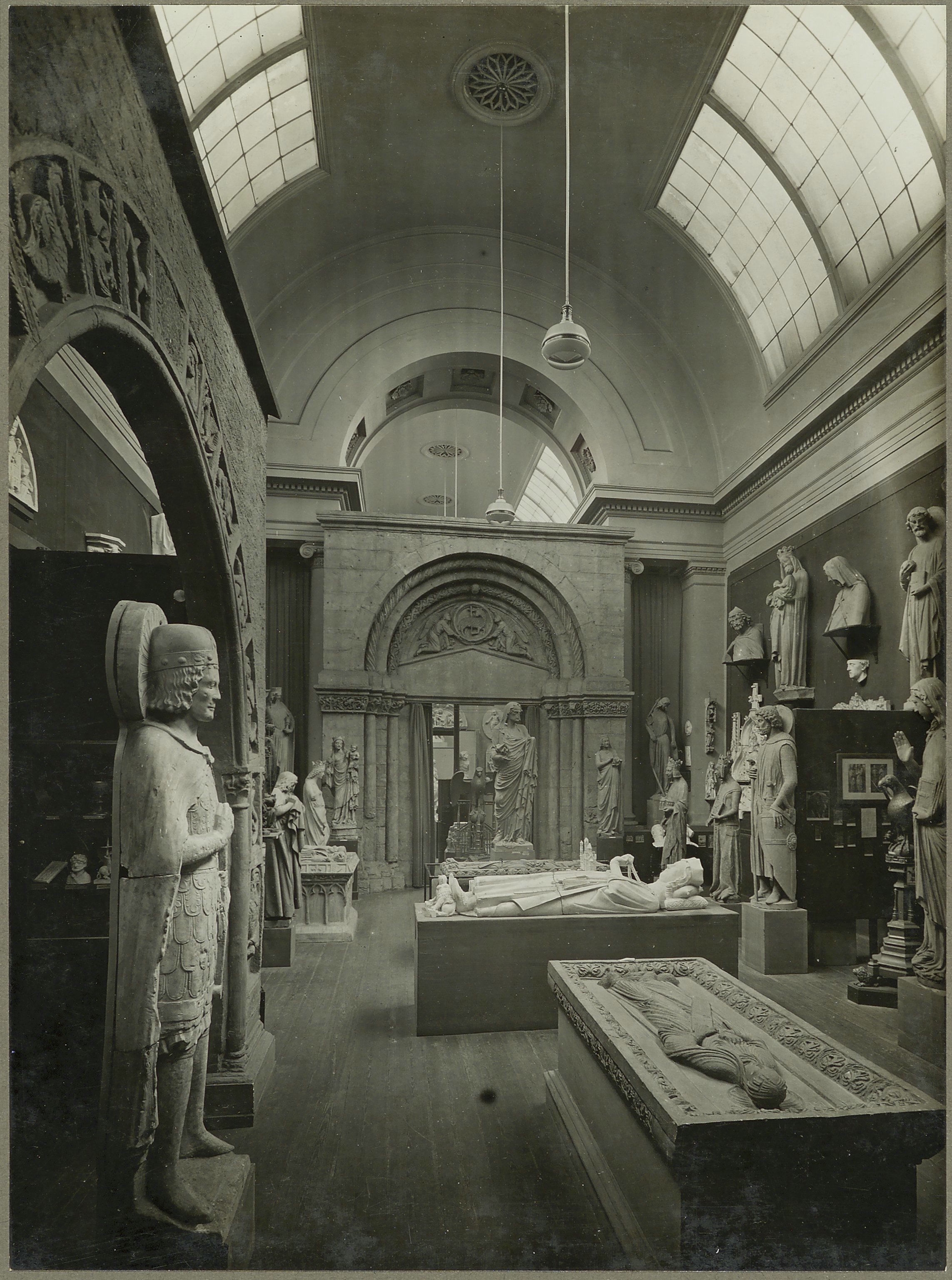
Innenansicht des großen Saales der Königlichen Akademie für bildende Künste mit Objekten, etwa um 1935.

Ende des 19. Jahrhunderts erlebte die Den Haager Kunstszene eine Blütezeit, die als Haager Schule. bekannt wurde. Viele Anhänger, so wie Breitner, die Gebrüder Maris (Jacob Maris und Matthijs Maris) und Bosboom, wurden in der Akademie ausgebildet.
In der ersten Hälfte des 20. Jahrhunderts spielte die Akademie eine Pionierrolle in den Niederlanden. Unter Bauhaus-Einfluss entstanden die neuen Abteilungen grafischer Entwurf, Werbung, Fotografie, Design und Möbelentwurf. Dozenten der Avantgarde jener Zeit waren Gerrit Kiljan (1881–1961), Paul Schuitema (1897–1973), Paul Citroen (1896–1983) und Cor Alons (1892–1967). Auch erweiterte die Akademie ihren Lehrplan als eine der ersten niederländischen Schulen durch Unterricht im Bereich der industriellen Formgebung.
1938 wurde auf dem Platz des alten Hauses ein vom Architekturbüro Plantenga, Buijs & Lürsen entworfenes neues Gebäude errichtet. Es erfuhr 2000 eine Generalsanierung und wurde um ein Gebäude des Architekten Van Mourik Vermeulen erweitert. 1990 fusionierte die Akademie mit dem Königlichen Konservatorium zur Hogeschool van Beeldende Kunsten, Muziek en Dans („Hochschule für Bildende Künste, Musik und Tanz“). Gleichzeitig wurde eine intensivere Zusammenarbeit mit der an der Universität Leiden neu errichteten Kunst-Fakultät begonnen. In den Niederlanden findet damit die erste formalisierte Zusammenarbeit einer Universität mit einer Kunstschule statt, die es den Studenten erlaubt, auch innerhalb eines Semesters sowohl an der Universität Leiden, als auch der Königlichen Akademie zu hören. Das Angebot der Vermittlung neuer Technologien und neuer Medien wurde erweitert.
Die Akademie richtet den zweijährlichen Gerrit Noordzijprijs für den Entwurf von Schriftarten und Zeichensätzen aus.

## Bekannte Absolventen des 19. und 20. Jahrhunderts

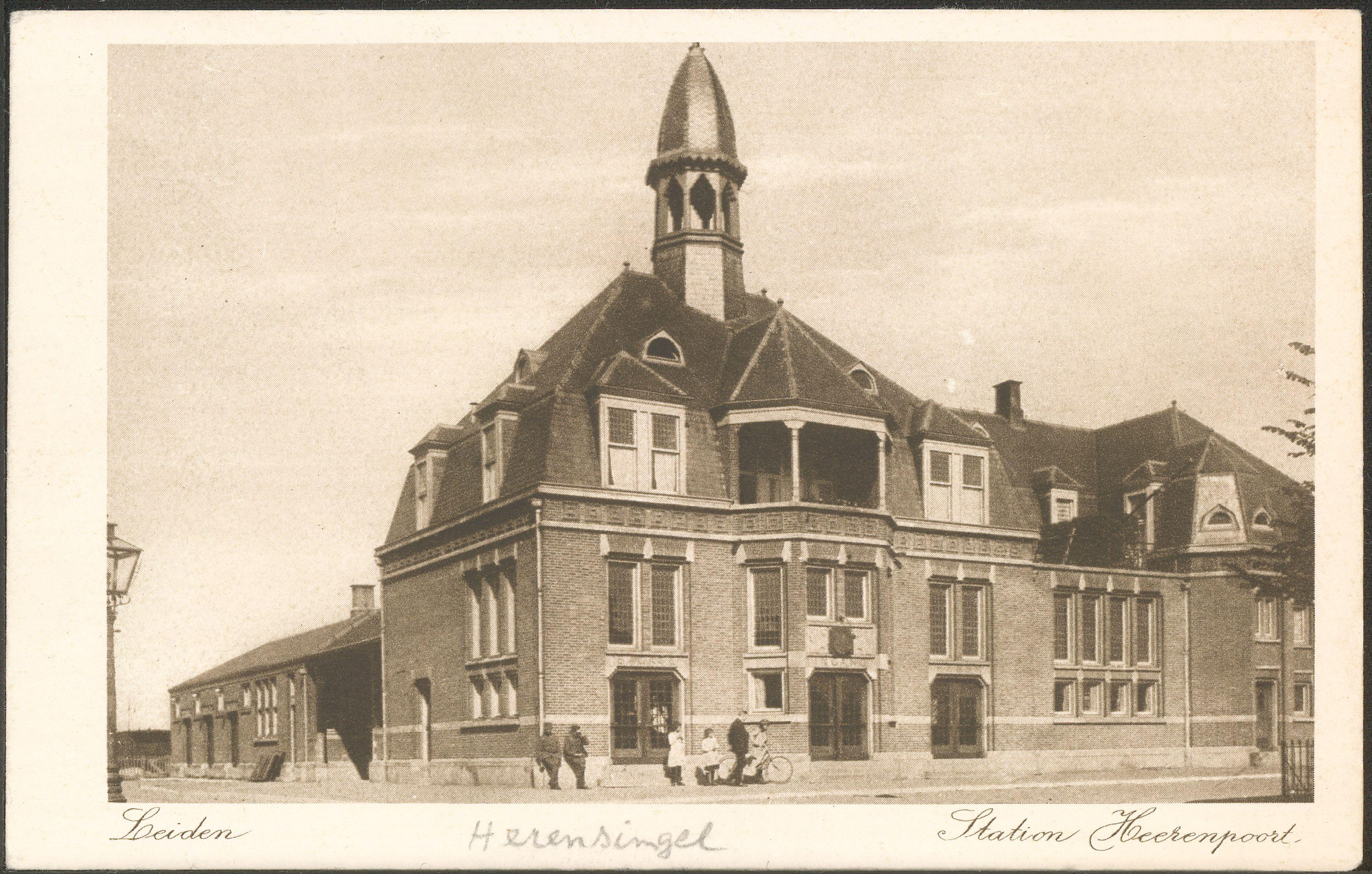
Karel de Bazel: Bahnhofsgebäude Heerenpoort in Leiden, etwa 1925
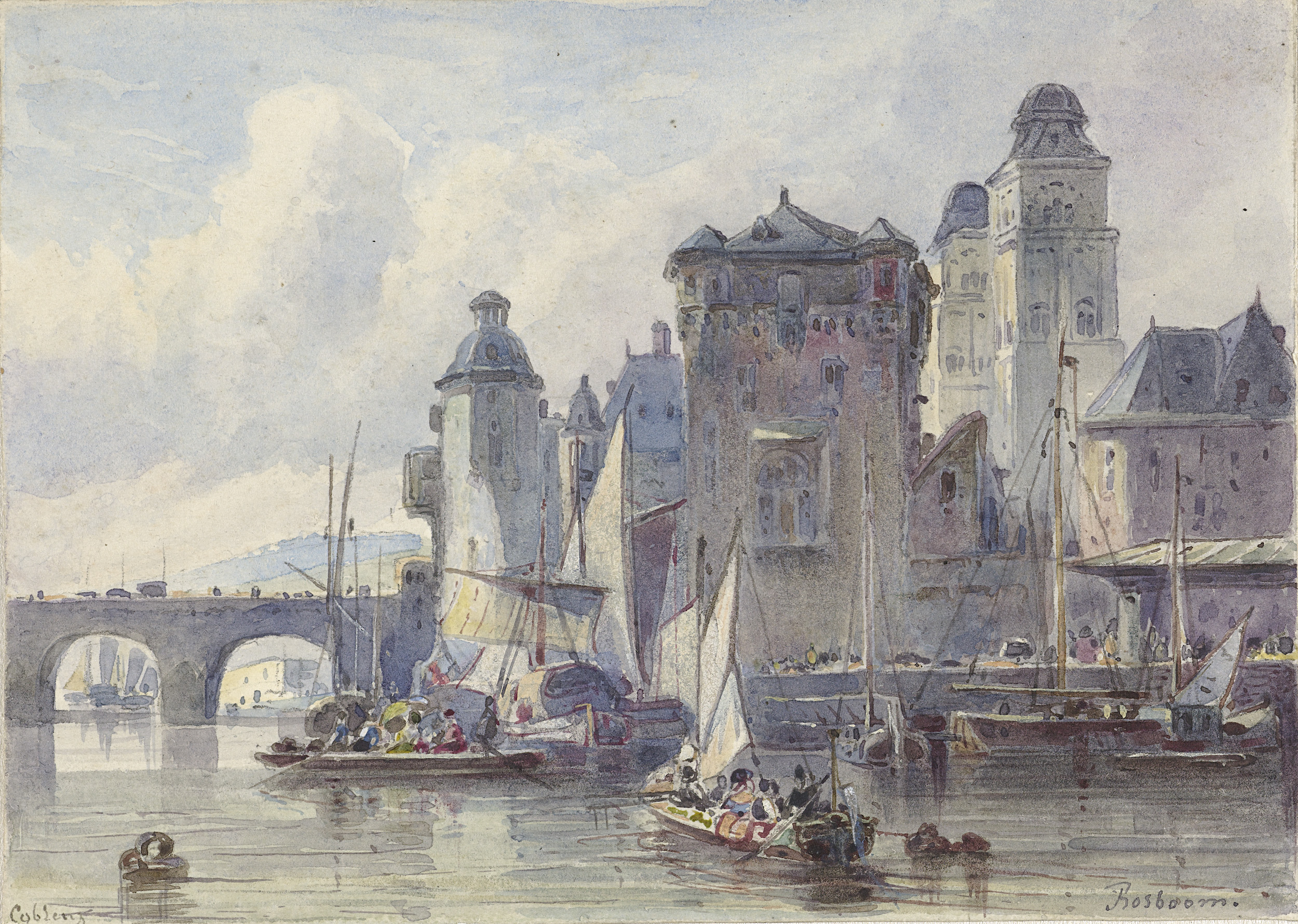
Johannes Bosboom (1827/1891): Stadtgesicht von Koblenz – Rijksmuseum Amsterdam
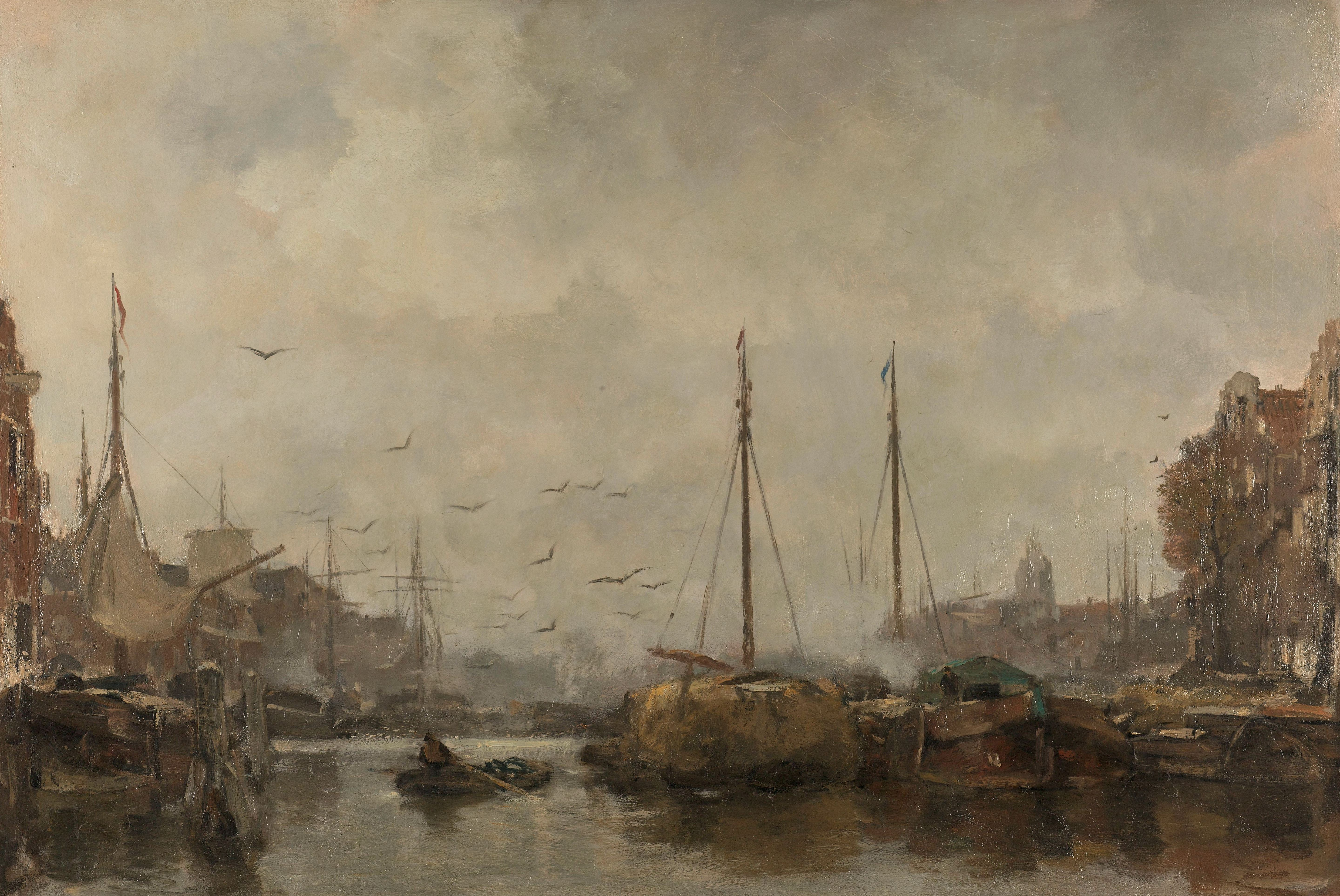
Jacob Maris (etwa 1886): Hafenansicht einer holländischen Stadt – Rijksmuseum Amsterdam
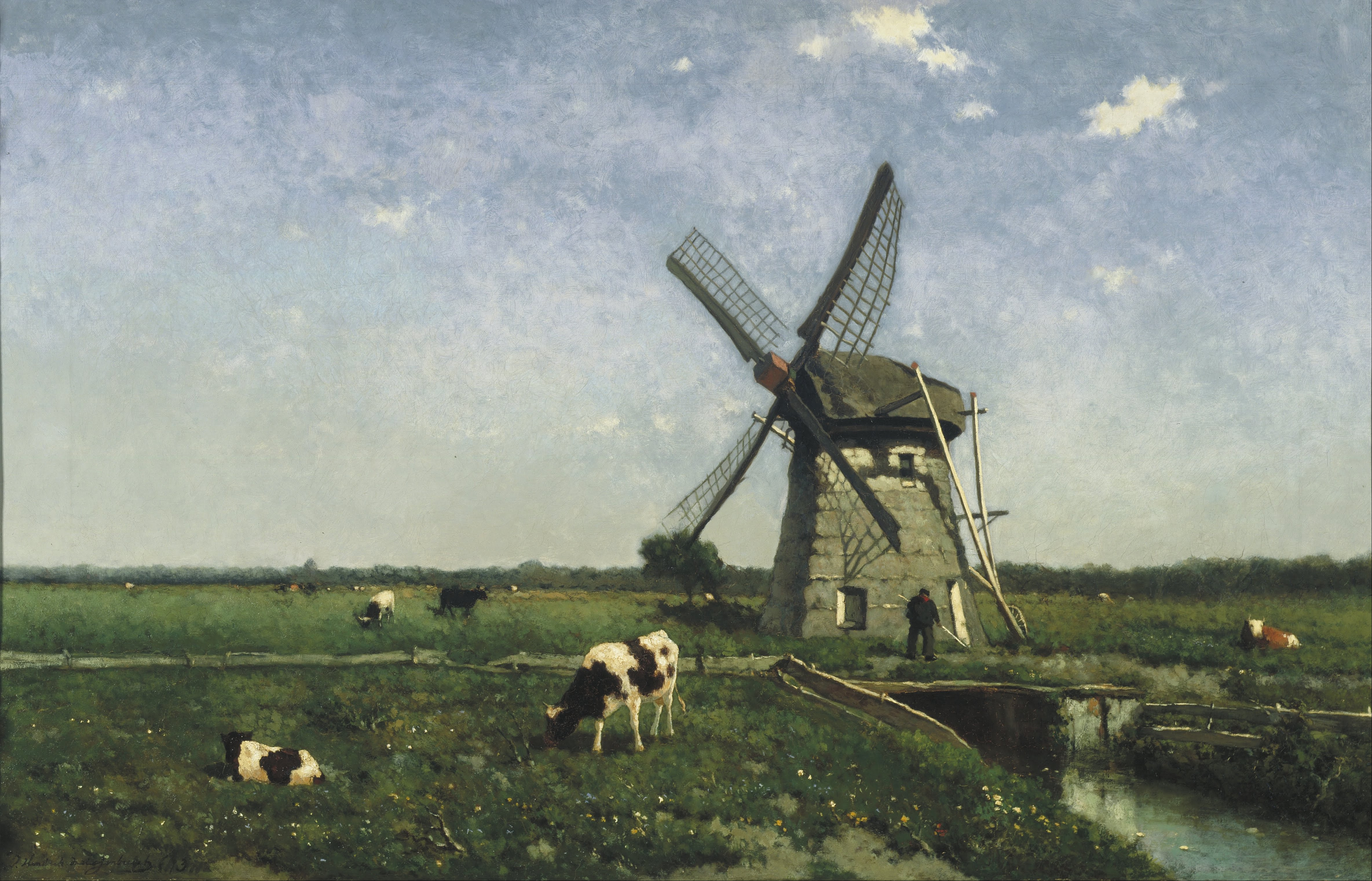
Jan Hendrik Weissenbruch (1873): Landschaft mit Windmühle nahe Schiedam – Museum Boijmans van Beuningen

- Cornelis (Kees) Andrea (1914–2006)
- Emmy Andriesse (1914–1953)
- Marius Bauer (1867–1932)
- Victor Bauffe (1849–1921)
- Karel de Bazel (1869–1923)
- Hans Borrebach (1903–1991)
- Johannes Bosboom (1817–1891)
- George Hendrik Breitner (1857–1923)
- Paul Citroen (1896–1983)
- Tonke Dragt (1930–2024)
- Adelbert Foppe (* 1942)
- Willem van Genk (1927–2005)
- Herman Gordijn (* 1932)
- Jurjen de Haan (* 1936)
- Carli Hermès (* 1963)
- Isaac Israëls (1865–1934)
- Toon Kelder (1894–1973)
- Frans Koppelaar (* 1943)
- Arnulf Lüchinger (* 1941)
- Jacob Maris (1837–1899)
- Matthijs Maris (1839–1917)
- Willem Maris (1844–1910)
- Theo van der Nahmer (1917–1989)
- Kees Nieuwenhuijzen (1933)
- Gerrit Noordzij (1931–2022)
- Ootje Oxenaar (1929–2017)
- Anton Pieck (1895–1987)
- Paul Reding (* 1939)
- Willem Cornelis Rip (1856–1922)
- Albert Roelofs (1877–1920)
- Willem Roelofs (1822–1897)
- Fredericus van Rossum du Chattel (1856–1917)
- Jan Hendrik van Rossum du Chattel (1820–1878)
- Bram Roth (1916–1995)
- Willem Jacob Rozendaal (1899–1971)
- Har Sanders (* 1929)
- Paul Schuitema (1897–1973)
- Martin Sjardijn (* 1947)
- Jan Snoeck (* 1927)
- Albert Termote (1887–1978)
- David Vandekop (1937–1994)
- Johan Hendrik Weissenbruch (1824–1903)
- Co Westerik (1924–2018)
- Charles van Wijk (1875–1917)
- Jan Hillebrand Wijsmuller (1855–1925)
- Jan Zoetelief Tromp (1872–1947)
- Adrianus Zwart (1903–1981)
- Piet Zwart (1885–1977)

## Ausgewählte Quellen
- J. J. Beljon: 300 jaar Koninklĳke Academie van Beeldende Kunsten ’s-Gravenhage 1682–1982: Een beknopt overzicht. ’s-Gravenhage 1982, ISBN 90-6402-006-X (niederländisch).
- John Sillevis, Hans Kraan, Roland Dorn: Die Haager Schule – Meisterwerke der holländischen Malerei des 19. Jahrhunderts aus Haags Gemeentemuseum. Ausstellungskatalog. Ed. Braus, Heidelberg 1987, ISBN 3-925835-08-3.
- Ronald De Leeuw, John Sillevis, Charles Dumas (Hrsg.): The Hague school – Dutch masters of the 19th century. Ausstellungskatalog. Gemeentemuseum, Den Haag. Weidenfeld & Nicolson, London 1983, ISBN 978-0-297-78219-3 (englisch).
- Anna Wagner: Die Haager Schule – Holländische Maler vor hundert Jahren. Rheinisches Landesmuseum, Bonn 1972, ISBN 3-7927-0142-1.
- Adriaan Wessel Reinink: K.P.C. de Barzel – Architect. Uitgeverij, Rotterdam 1993, ISBN 90-6450-161-0 (niederländisch).